# Poor Laws

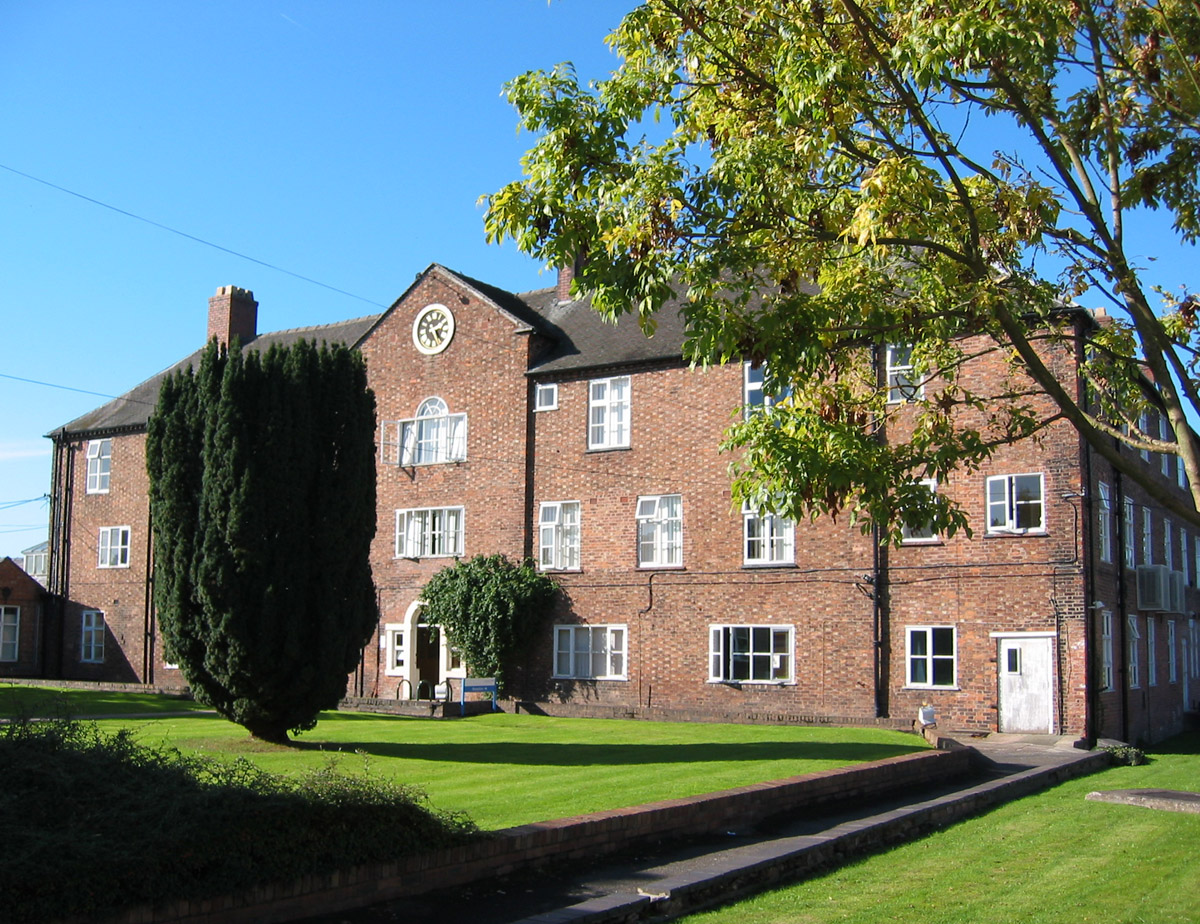
Si bien se desarrollaron muchas workhouses (especies de hospicios) tras la Nueva Ley de Pobres, algunas ya habían sido construidas bajo el sistema existente. Esta workhouse en Nantwich, Cheshire, data de 1780.

Las Poor Laws ("Leyes de Pobres" o "Leyes de Asistencia Pública") fueron un sistema de ayuda a los pobres en Inglaterra y Gales que se desarrolló a partir de la Edad Media tardía y de las leyes Tudor, antes de ser codificado en 1587-1598. El sistema de las Poor Laws existió hasta el surgimiento del Estado de bienestar moderno después de la Segunda Guerra Mundial.
Como consecuencia de los problemas del pauperismo y de la mendicidad, la legislación inglesa sobre las Poor Laws puede ser rastreada hasta fecha tan temprana como 1536, cuando se aprobaron leyes para tratar con los «pobres impotentes», aunque existe legislación Tudor anterior sobre los problemas causados por los vagabundos y mendigos. La historia de las Poor Laws en Inglaterra y Gales se divide usualmente en dos estatutos: la Poor Law antigua aprobada durante el reinado de Isabel I y la Poor Law nueva aprobada en 1834, la cual, inspirándose en las teorías de Thomas Malthus, modificó significativamente, pero no para mejor, el sistema existente de alivio a la pobreza. El último estatuto alteró el sistema de Poor Law de uno que era administrado azarosamente a nivel de las parroquias locales a un sistema altamente centralizado que favorecía el desarrollo a gran escala de workhouses por parte de los Sindicatos de Poor Law.
El sistema de Poor Law no fue formalmente abolido hasta la Ley de Asistencia Nacional de 1948, aunque parte del sistema se mantuvo en dicha ley hasta 1967. El sistema de Poor Law cayó en declive a inicios del siglo XX, debido a varios factores, tales como la introducción de reformas de beneficencia liberal y la disponibildiad de otras fuentes de asistencia de sociedades filantrópicas y sindicatos, así como las reformas paulatinas que evitaron el sistema de Poor Law.

## Historia

### Poor Laws medievales

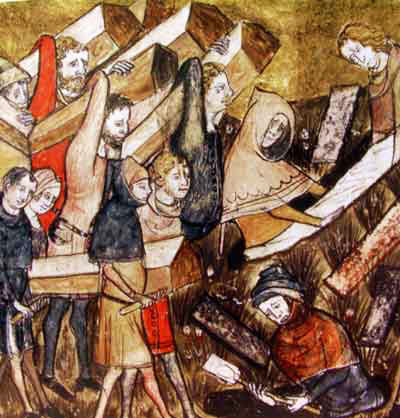
Las Poor Laws a raíz de la peste negra, cuando la mano de obra escaseaba, se ocupaban de hacer que aquellos capaces trabajaran. Bibliothèque royale de Belgique, MS 13076-77, f. 24v.

La Poor Law medieval más temprana fue la Ordenanza de trabajadores, que fue promulgada por el rey Eduardo III de Inglaterra el 18 de junio de 1349 y fue revisada en 1350. La ordenanza fue emitida en respuesta a la epidemia de peste negra de 1348-1350 en Inglaterra, cuando una estimación del 30-40% de la población falleció. El declive demográfico aumentó la demanda de los trabajadores supervivientes para la economía agrícola de Gran Bretaña. Los terratenientes debieron afrontar la decisión de aumentar salarios para competir por trabajadores o dejar que sus tierras permanecieran sin uso. Los salarios aumentaron, lo que llevó a una inflación en toda la economía, cuando los bienes fueron más costosos de producir. Un intento por controlar los precios, la ordenanza (y subsecuentes leyes, tales como el Estatuto de trabajadores de 1351) requería que todo aquel que pudiera trabajar, lo hiciera; estos salarios fueron mantenidos a niveles previos a la plaga y el precio de los alimentos no aumentó. Además, el Estatuto de Cambridge fue aprobado en 1388 para establecer restricciones al movimiento de los mendigos.

### Poor Law Tudor
Los orígenes del sistema de Poor Law inglés puede ser rastreado hasta tan temprano como los estatutos medievales que se ocupaban de los mendigos y la vagancia, pero fue solo durante el período Tudor cuando el sistema fue codificado. Los monasterios estaban en declive y su eventual disolución durante la Reforma Protestante ocasionó que la ayuda a los pobres pasara de una base, en gran medida, voluntaria a un impuesto obligatorio que era recogido a nivel parroquial. La legislación previa estaba preocupada por los vagabundos y por hacer trabajar a aquellos capacitados, especialmente, cuando la mano de obra escaseó después de la peste negra.
Los Tudor intentaron afrontar el problema originado durante el reinado de Enrique VII de Inglaterra. En 1495, el Parlamento aprobó un estatuto que ordenaba a los oficiales a capturar a "todos los vagabundos y personas sospechosas de vivir en tal estado y, luego, llevarlos y colocarlos en cepos, donde deberán permanecer por el espacio de tres días y tres noches; después, se les ordenará evitar el pueblo." Esta medida no ofreció una solución al problema de la pobreza, que fue simplemente retirada de la vista y trasladada de pueblo en pueblo. Además, no se realizó ninguna distinción entre vagabundos y desempleados, siendo ambos simplemente categorizados como "mendigos robustos" para ser castigados.
En 1530, durante el reinado de Enrique VIII, se aprobó una proclamación que describía la ociosidad como la "madre y raíz de todos los vicios". Asimismo, ordenaba que los azotes debían reemplazar a los cepos como castigo para los vagabundos. Este cambio fue confirmado en un estatuto del año siguiente, con una modificación importante: se realizó una distinción entre el "pobre impotente" y el mendigo robusto, con lo cual concedía permiso para pedir limosna a los viejos, enfermos y discapacitados; sin embargo, no se estableció ninguna provisión para los hombres saludables que simplemente no eran capaces de encontrar trabajo. Así, todos los desempleados en plena forma fueron puestos en la misma categoría. En este sentido, quienes eran incapaces de encontrar trabajo se enfrentaron a una dura decisión: morir de hambre o incumplir la ley. En 1535, se redactó una ley que buscaba la creación de un sistema de obras públicas para afrontar el problema del desempleo, sistema que sería financiado por un impuesto a la renta y al capital. Al año siguiente se aprobó una ley que permitía que los vagabundos fueran azotados.
Para los pobres no discapacitados, la vida se hizo más dura durante el reinado de Eduardo VI. En 1547, se aprobó una ley por la cual los vagabundos fueron sometidos a algunas de las más extremas provisiones del código penal, en particular, dos años de servidumbre y el marcado con una "V" como sanción por la primera ilegalidad y la muerte por la segunda; sin embargo, los juzgados de paz eran reacios a aplicar la pena completa. El gobierno de Isabel I, sucesora de Eduardo Vi tras el reinado de María I, también se inclinó por la severidad. Una ley de 1572 ordenó que las orejas de los delincuentes fueran perforadas de tratarse de su primer "delito", y, de ser reincidentes, fueran ahorcados; sin embargo, la ley estableció una clara distinción entre los "mendigos profesionales" y aquellos desempleados por causas ajenas a su voluntad. El primer código completo de ayuda a los pobres fue la Ley de 1597, mientras que la Poor Law Isabelina de 1601 hizo algunas provisiones para los "pobres merecedores". Los orígenes más inmediatos del sistema de Poor Law isabelino fueron las circunstancias económicas deterioradas en el siglo XVI inglés. El historiador George Boyer ha afirmado que Inglaterra padeció una rápida inflación en tal época, ocasionada por el aumento demográfico, la degradación de la moneda acuñada y la afluencia de plata americana. Asimismo, cosechas pobres en el período 1595-1598 causaron que la pobreza aumentara, al mismo tiempo que las donaciones caritativas decrecían tras la disolución de los monasterios y las cofradías religiosas.

### Poor Law antigua

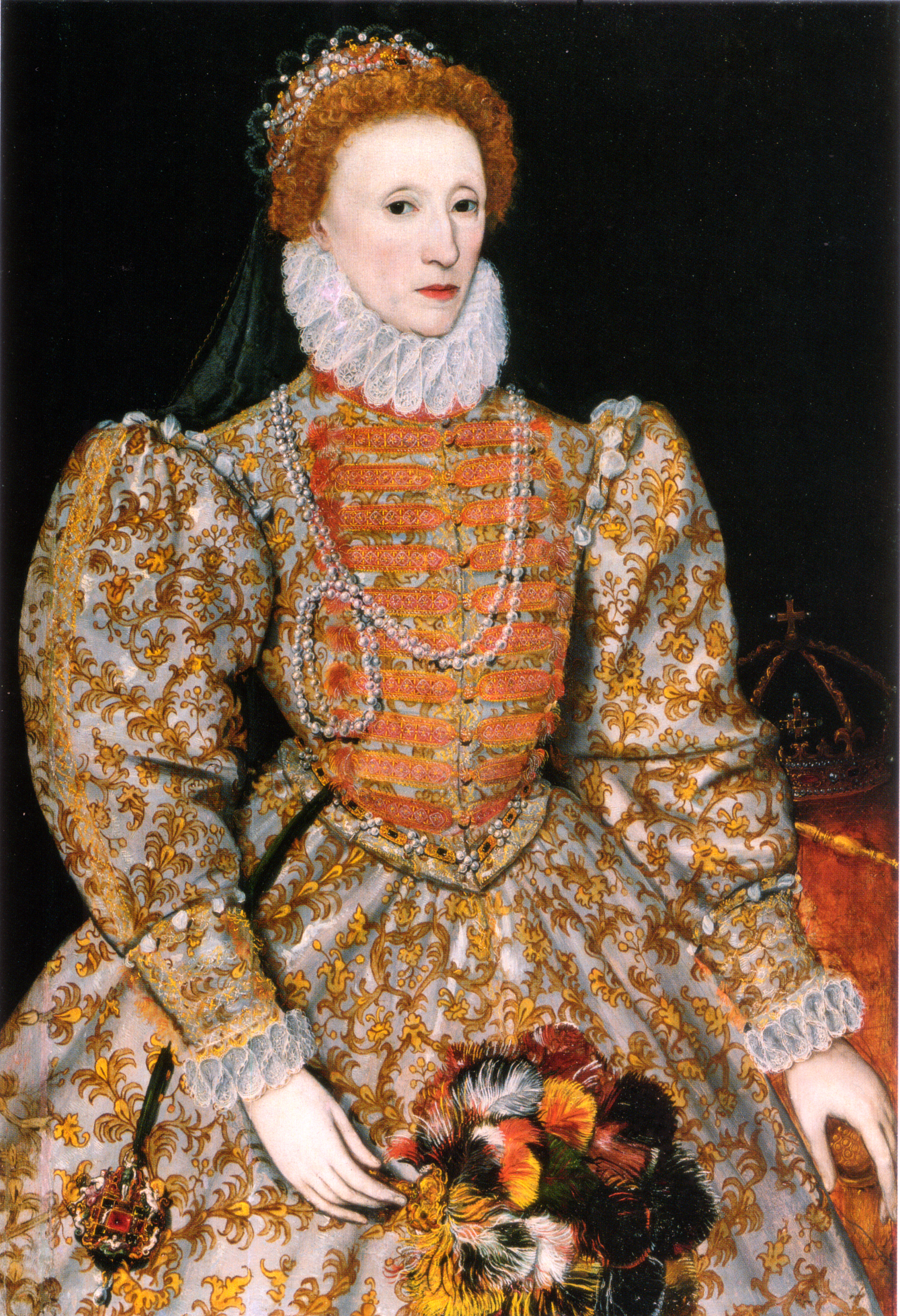
La Poor Law antigua o Poor Law isabelina es, a veces, denominada como la "43° Isabel" dado que fue aprobada en el año 43 del reinado de Isabel I (en la imagen) como reina..

La Poor Law isabelina de 1601 formalizó prácticas previas de ayuda a los pobres, contenidas en la Ley para la ayuda de los pobres de 1597, si bien es a menudo citada como el inicio del sistema de Poor Law antigua. Creó un sistema administrado a nivel parroquial, pagado con la recaudación de tasas locales. La ayuda a aquellos enfermos o muy viejos para trabajar, los denominados 'pobres impotentes', se realizaba en la forma de un pago o ítems de comida ('el pan parroquial') o vestimenta también conocida como ayuda de exteriores. Algunas personas mayores podían ser albergadas en alms houses parroquiales, aunque estas fueron usualmente instituciones caritativas privadas. En cambio, los mendigos capaces, pero que se negaban a trabajar, fueron a menudo ubicados en Casas de Corrección o incluso fueron objeto de golpes para enmendar sus actitudes. Era relativamente inusual, que hubiera una provisión para los muchos pobres saludables y capaces en las workhouses, dado que la mayoría se desarrollaron después. La Ley de 1601 sostenía que los padres y niños eran responsables por sí mismos, por lo que los padres ancianos debían vivir con sus hijos.
La Poor Law antigua era un sistema de base parroquial: existían unas 1.500 parroquias en el área en torno a una iglesia parroquial. El sistema permitía un comportamiento despótico por parte de los supervisores de pobres, dado que estos conocían a sus pobres y podían diferenciar entre aquellos que merecían y quienes no merecían entrar al sistema. La Poor Law isabelina operó en una época en que la población era lo suficientemente pequeña como para que todos se conocieran entre sí, por tanto las circunstancias de las personas serían conocidas y los vagos no podrían reclamar una tasa de pobreza de las parroquias. El sistema proveía estabilidad social, necesaria para hacer frente a los incrementos de población, mayor movilidad y variaciones regionales de precios.
La Ley de 1601 buscó lidiar con los pobres 'establecidos' que se habían encontrado temporalmente sin trabajo y se suponía que aceptaría ayuda. Ningún método de beneficencia era visto en la época como duro. la Ley debía lidiar con los mendigos que eran considerados una amenaza para el orden civil. Este ley fue aprobada en un momento cuando la pobreza era considerada necesaria como temor para las personas que trabajaban. En 1607, una Casa de Corrección fue establecida en cada condado; sin embargo, este sistema fue separado del sistema de 1601 que distinguía entre los pobres establecidos y los vagabundos. Existía gran variación en la aplicación de la ley y se presentó una tendencia de los indigentes a migrar hacia parroquias más generosas, usualmente situadas en los pueblos. Esto llevó a la Ley de asentamiento de 1662, también conocida como la Ley de ayuda a los pobres de 1662, que permitía la ayuda solo a los residentes establecidos en una parroquia; en especial, a través de nacimiento, matrimonio y educación. Desafortunadamente, las leyes redujeron la movilidad de la mano de obra y desincentivaron a los pobres a dejar su parroquia para encontrar trabajo. Asimismo, promovió la creación en las industrias de contratos cortos para que un empleado no puede convertirse en elegible para recibir ayuda.
Un solicitante pobre tenía que demostrar un "asentamiento". Si no podían, eran trasladados a la parroquia vecina que estuviera más cercana al lugar de su nacimiento, o donde pudieran demostrar alguna relación. Algunos indigentes fueron trasladados cientos de kilómetros. Si bien cada parroquia por la que pasaban no era responsable de ellos, se supone que les suministraban alimentos, bebidas y alojamiento para, al menos, una noche. En 1697, se aprobó una ley que requería que quienes mendigaran portaran un distintivo de tela roja o azul en el hombro derecho con una letra "P" bordada y la inicial de su parroquia; sin embargo, esta práctica cayó pronto en desuso.
El movimiento de workhouses comenzó a finales del siglo XVII con el establecimiento de la Corporación de Bristol de los pobres, fundada por Ley de Parlamento en 1696. La corporación fundó una workhouse que combinó alojamiento y atención a los pobres con una correccional para delincuentes menores. Siguiendo el ejemplo de Bristol, otros doce pueblos y ciudades fundaron similares corporaciones en las siguientes dos décadas. Dado que estas corporaciones requerían una ley privada, no eran apropiadas para pueblos pequeños y parroquias individuales.

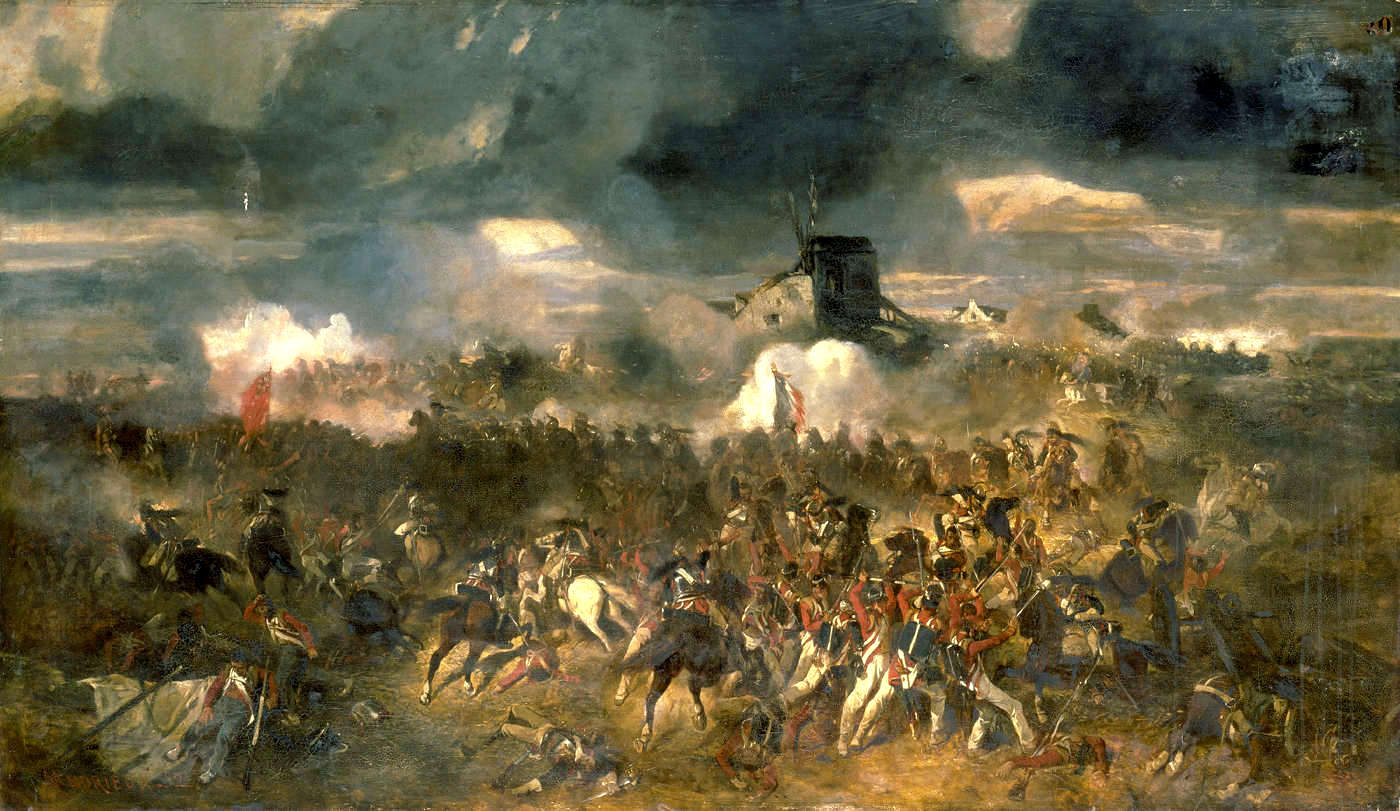
Los soldados que regresaron de pelear en las guerras napoleónicas aumentaron la presión sobre el, ya de por sí, estrecho sistema de Poor Law.

### En inglés
- Historia/cronología de la Poor Law, transcripciones de las Leyes principales, varios workhouses, sindicatos, etc.
- Artículo sobre las Poor Laws en EH.NET's Encyclopedia
- Texto anotado de una Ley de 1598 de la cual la Ley de 1601 fue una revisión (bajo la letra H)
- Informe de la Comisión real sobre la Poor Law de 1834
- Registros de workhouses, en la página web del Archivo Nacional del Reino Unido
- Poor Law – Artículo de la Encyclopædia Britannica (edición de 1911)
- Sindicatos de Poor Law en visionofbritain.org.uk
- Lista de Sindicatos de Poor Law Unions en Inglaterra
- The Poor Law at a Web of English History
- Una famosa descripción de las mujeres en las workhouses victorianas – 'A scene in the Westminster Union, 1878'
- British Social Policy 1601–1948
- Guía de investigación de la Poor Law, del Archivo Nacional del Reino Unido
- Southwell Workhouse – National Trust
- La historia de los Workhouses

- Datos: Q681925